# Черогросо (Фрозиноне)
Черогросо је насеље у Италији у округу Фрозиноне, региону Лацио.
Према процени из 2011. у насељу је живело 66 становника. Насеље се налази на надморској висини од 820 м.